# Karminryggig tangara
Karminryggig tangara (Ramphocelus dimidiatus) är en fågel i familjen tangaror inom ordningen tättingar.

## Utseende
Hane karminryggig tangara är en övervägande sammetsröd fågel, mest färgglad på flanker och övergump, på huvudet mörkare. Vingar och stjärt är svarta. Honan är mattare rödbrun. Näbben är silvergrå med uppsvullen inre del av undre näbbhalvan. 

## Utbredning och systematik
Karminryggig tangara delas in i fem underarter med följande utbredning:
- Ramphocelus dimidiatus isthmicus – tropiska västra och centrala Panama (österut till Río Chepo)
- Ramphocelus dimidiatus arestus – ön Coiba (Panama)
- Ramphocelus dimidiatus limatus – Pärlöarna (Panama)
- Ramphocelus dimidiatus dimidiatus – östligaste Panama (Darién) till norra Colombia och västra Venezuela
- Ramphocelus dimidiatus molochinus – norra Colombia (övre Magdalena)

Underarten isthmicus inkluderas ofta i nominatformen.

## Levnadssätt
Karminryggig tangara hittas i låglänta områden och förberg under 1300 meters höjd. Den ses vanligen i småflockar i buskiga öppna miljöer och ungskog.

## Status
Arten har ett stort utbredningsområde och beståndet anses vara stabilt. Internationella naturvårdsunionen IUCN listar den därför som livskraftig (LC). Beståndet uppskattas till i storleksordningen en halv miljon till fem miljoner vuxna individer.